# مهدي سردانة
مهدي حسين أبو سردانة ملحن فلسطيني ساهم بشكل بارز في تشكيل أناشيد الثورة الفلسطينية. من مواليد الفالوجة (قضاء غزة) والواقعة بين غزة والخليل بفلسطين في 15 كانون الأول 1940 لأب كان شيخا للطريقة الصوفية. شهد النكبة الفلسطينية سنة 1948 وهجر إلى الأردن ثم إلى غزة حيث التحق بالمقاومة الفلسطينية. انتقل إلى مصر سنة 1958 والتحق بمعهد الموسيقى بالقاهرة. عمل في إذاعة صوت العرب حيث التقى بالفنان أبو عرب وبفؤاد ياسين الذي أسس لاحقا إذاعة صوت العاصفة الناطقة باسم حركة فتح.
بدأ مسيرته الفنية بتأدية ألحان لملحنين أمثال بليغ حمدي ورياض السنباطي ومسرحيات غنائية كمهر العروسة التي عرضت في دار الأوبرا المصرية.
انتقل بعد ذلك إلى إذاعة صوت العاصفة واشترك مع صلاح الدين الحسيني ومحمد حسيب القاضي بإنتاج أناشيد الثورة الفلسطينية التي كانت تبث من صوت العاصفة ومن ثم صوت فلسطين.
لحن لصلاح الدين الحسيني مسرحيتي الأطفال طاق طاق طاقية وحارسة النبع.
كتب نصوص الأناشيد التالية وغيرها:
| عنوان النشيد        | كلمات              | ألحان       | نصوص وتنزيل | ملاحظات                          | لهجة  |
| ------------------- | ------------------ | ----------- | ----------- | -------------------------------- | ----- |
| أذن يا رصاص الثورة  | محمد حسيب القاضي   | مهدي سردانة |             | ...                              | عامية |
| احمي الثورة بدمك    | سعيد المزين        | مهدي سردانة |             | ...                              | عامية |
| العواصف الأسيرة     | محمد حسيب القاضي   | مهدي سردانة |             | السجن للرجل                      | فصحى  |
| المعركة             | محمد حسيب القاضي   | مهدي سردانة |             | فضوا المجالس واسمعوا صوت البارود | عامية |
| بروس الجبال         | محمد حسيب القاضي   | مهدي سردانة |             | ...                              | عامية |
| جر المدفع           | محمد حسيب القاضي   | مهدي سردانة |             | ...                              | عامية |
| حنا ثوارك يا بلادي  | محمد حسيب القاضي   | مهدي سردانة |             | ...                              | عامية |
| رايحين نقول نريده   | غير وارد           | مهدي سردانة |             | ...                              | عامية |
| طل سلاحي            | صلاح الدين الحسيني | مهدي سردانة |             | ...                              | عامية |
| طوق                 | محمد حسيب القاضي   | مهدي سردانة |             | ...                              | عامية |
| لغة البارود         | محمد حسيب القاضي   | مهدي سردانة |             | ...                              | عامية |
| لوحنا               | محمد حسيب القاضي   | مهدي سردانة |             | ...                              | عامية |
| ما بنتحول           | صلاح الدين الحسيني | مهدي سردانة |             | ...                              | عامية |
| من أنت              | محمد حسيب القاضي   | مهدي سردانة |             | ...                              | فصحى  |
| من قلب الخيمة       | محمد حسيب القاضي   | مهدي سردانة |             | ...                              | عامية |
| نشيد المقاومة       | محمد حسيب القاضي   | مهدي سردانة |             | بالعصي والأيدي وبالمدى الحادة..  | فصحى  |
| وعهد الله ما نرحل   | صلاح الدين الحسيني | مهدي سردانة |             | ...                              | عامية |
| يا شعبنا في لبنان   | محمد حسيب القاضي   | مهدي سردانة |             | ...                              | عامية |
| يا شعبنا هز البارود | محمد حسيب القاضي   | مهدي سردانة |             | ...                              | عامية |
| يا شعبي كبرت ثورتي  | صلاح الدين الحسيني | مهدي سردانة |             | ...                              | عامية |
| يا غاصبا حقنا       | محمد حسيب القاضي   | مهدي سردانة |             | ...                              | عامية |

منحه الرئيس الفلسطيني محمود عباس وسام الاستحقاق والتميز الفلسطيني سنة 2011.
متزوج من السيدة عبلة أبو سردانة
توفي يوم 12 أيلول 2016 في القاهرة، مصر ودفن فيها.